# 莱维涅
莱维涅（法語：Les Vignes，法語發音：[le viɲ]）是法国洛泽尔省的一个旧市镇，属于弗洛拉克区。该旧市镇总面积28.84平方公里，2009年时的人口为103人。

## 人口
莱维涅人口变化图示